# Anthobaphes violacea
Anthobaphes violacea е вид птица от семейство Nectariniidae, единствен представител на род Anthobaphes.

## Разпространение
Видът е разпространен в Южна Африка.